# جرمی بلکر
جرمی بلکر (انگلیسی: Jeremy Blacker؛ ۶ مه ۱۹۳۹ – ۱۷ مارس ۲۰۰۵) فرد نظامی اهل بریتانیا بود. وی همچنین برندهٔ جوایزی همچون نشان حمام و نشان امپراتوری بریتانیا شده‌است.